# Just Me ( )I-dle World Tour
Just Me ( )I-dle World Tour – debiutancka trasa koncertowa południowokoreańskiego zespołu (G)I-dle. Nazwa została zaczerpnięta z tekstu piosenki „Tomboy” z ich pierwszego albumu studyjnego, zatytułowanego I Never Die (2022). Światowa trasa rozpoczęła się trzema koncertami w Seulu 17 czerwca 2022 roku, a następnie objęła wiele miast w Azji, Ameryce Północnej i Ameryce Łacińskiej, obejmując łącznie 21 występów w 18 krajach. Była to pierwsza trasa koncertowa grupy od ich debiutu w 2018 roku. Trasa zakończyła się 1 października 2022 roku w Singapurze.

## Tło
12 maja 2022 roku Cube podzieliło się oficjalnym ogłoszeniem za pośrednictwem plakatu na mediach społecznościowych, że trzecia trasa koncertowa grupy będzie nosić nazwę 2022 (G)I-dle World Tour „Just Me ( )I-dle”, a pierwsza część rozpocznie się w Seulu. Cube szybko dodało dodatkowe koncerty w Seulu z powodu ogromnego zainteresowanie. Podano, że wszystkie trzy daty w Seulu, włączając w to dodatkową datę, zostały wyprzedane w ciągu trzech minut. Ze względu na ogromne zainteresowanie, koncert grupy w Nowym Jorku i Meksyku został przeniesiony do większych lokalizacji - z Webster Hall do Terminalu 5 oraz z Auditorio BB do Pepsi Center WTC. Koncert w Japonii, który odbył się 16 i 17 września, był dwudniowym wirtualnym koncertem pay-per-view, dostępnym za pośrednictwem platformy dystrybucyjnej Uliza.

## Odbiór
Lee Seung-rok z My Daily chwalił profesjonalizm zespołu w piątym roku ich debiutu oraz ich komfortowe występy na scenie, będące pierwszymi koncertami na żywo. Napisał: „Umiejętności (G)I-dle osiągnęły swój szczyt, gdy wykonywały „Hwaa”, która została wydana w zeszłym roku, po przejściu przez utwory o takiej samej nazwie, „Hann (Alone)”, „Hann (Alone in Winter)”. Jest to dlatego, że liderka Soyeon, Miyeon, Minnie, Yuqi i Shuhua na czele, mieszanka piosenek, gestów, spojrzeń i wyrazów członkiń sprawiała wrażenie, jakbyśmy patrzyli na dzieło sztuki. W zeszłym roku pozostałe członkinie wypełniły wakat po jednej z członkiń, a synergia całego (G)I-dle dojrzała”. Kim Hee-seo z Celev zauważyła, że „kolorowa lista utworów (G)I-dle, która odzwierciedla ich unikalną osobowość, jest przyjemna dla oczu i uszu - od muzyki rockowej, przez zespoły muzyczne, po hip-hop” i dodała, że cieszyła się występem niezależnie od tego, czy był to ich pierwszy koncert na żywo i trasa światowa. Kim Soo-jung z No Cut News napisała, że występ (G)I-dle pokazuje „dlaczego są uznawane za piosenkarki „sceniczne”. Recenzując ten sam koncert, Lee Mi-young z Joynews24 napisała: Przez ponad dwie godziny pokazali niezachwianą umiejętność śpiewu na scenie i dodali doskonałości do występu swoim wspaniałym wykonaniem. Poprzez różnorodne utwory obejmujące 21 piosenek, emanowali różnymi urokami, wywołując swoje unikalne charyzmatyczne, seksowne i dziewczęce uderzenie, jak również uroczość i ujmującość. Kostiumy takie jak czarne krótkie spodenki, crop topy i sukienki z kwiatowymi ozdobami zachwyciły fanów, a występ na żywo zespołu instrumentalnego ożywił scenę i podkreślił brzmienie.
Po koncercie w San Francisco, w recenzji portalu This Is Hype! Duey Guison pochwalił wokale (G)I-dle, stwierdzając, że „śpiewają na żywo - i jest to bardzo widoczne, zwłaszcza w przypadku Minnie, Yuqi, Miyeon i Shuhua, którzy wykonują swoje odpowiednie partie, a Soyeon po prostu wyróżnia się swoimi zabójczymi kwestiami rapu”. Chwalił również ich „imponującą” interakcję ze widownią na scenie, mówiąc że są „bardzo żywiołowi” i nie potrzebują tłumaczy, oraz docenił produkcję kostiumów, które były dopasowane do każdej części koncertu. W swojej recenzji podsumował, że „(G)I-dle ustanowiły wysoki poziom oczekiwań na koncertach K-popowych”. Evi z The Seoul Story, która recenzowała koncert w Kasablance w Dżakarcie, napisała, że grupa „udowodniła, że są wszechstronnie utalentowane, prezentując różnorodne strony siebie na scenie, jednocześnie łącząc je w spójną opowieść”, i zakończyła, że „(G)I-DLE odniosły sukces, zapewniając niezapomnianą noc... będąc sobą i wykonując niesamowite występy”.

## Setlista
Ta setlista pochodzi z koncertu z dnia 17 czerwca 2022 roku w Seulu. Nie ma on na celu przedstawienia wszystkich występów z trasy.
1. „Oh My God”
2. „Villain Dies”
3. „Latata”
4. „Blow Your Mind”
5. „Senorita”
6. „Dumdi Dumdi”
7. „Luv U”
8. „Hann (Alone in Winter)”
9. „Hann (Alone)”
10. „Moon”
11. „Already”
12. „Hwaa”
13. „Lion”
14. „Liar”
15. „Never Stop Me”
16. „Uh-Oh”
17. „My Bag”
18. „Pop/Stars”
19. „Tomboy”

### Bis/Finał
1. „I'm the Trend”
2. „Polaroid”
3. „Escape”  (remixed version)
4. „Latata (English Version)”

## Lista koncertów
| Data                | Miejscowość   | Państwo           | Obiekt                    | Frekwencja |
| Azja                | Azja          | Azja              | Azja                      | Azja       |
| ------------------- | ------------- | ----------------- | ------------------------- | ---------- |
| 17 czerwca 2022     | Seul          | Korea Południowa  | Olympic Hall              | 7 500      |
| 18 czerwca 2022     | Seul          | Korea Południowa  | Olympic Hall              | 7 500      |
| 19 czerwca 2022     | Seul          | Korea Południowa  | Olympic Hall              | 7 500      |
| Ameryka Północna    |               |                   |                           |            |
| 22 lipca 2022       | Los Angeles   | Stany Zjednoczone | The Novo                  | 20 000     |
| 24 lipca 2022       | San Francisco | Stany Zjednoczone | The Warfield              | 20 000     |
| 27 lipca 2022       | Seattle       | Stany Zjednoczone | Showbox Sodo              | 20 000     |
| 30 lipca 2022       | Dallas        | Stany Zjednoczone | The Factory in Deep Ellum | 20 000     |
| 1 sierpnia 2022     | Houston       | Stany Zjednoczone | The Hobby Center          | 20 000     |
| 3 sierpnia 2022     | Chicago       | Stany Zjednoczone | Radius                    | 20 000     |
| 5 sierpnia 2022     | Nowy Jork     | Stany Zjednoczone | Terminal 5                | 20 000     |
| 7 sierpnia 2022     | Atlanta       | Stany Zjednoczone | Cobb Energy Centre        | 20 000     |
| Ameryka Łacińska    |               |                   |                           |            |
| 10 sierpnia 2022    | Santiago      | Chile             | Teatro Caupolicán         | 10 000     |
| 12 sierpnia 2022    | Meksyk        | Meksyk            | Centrum Pepsi WTC         | 10 000     |
| 14 sierpnia 2022    | Monterrey     | Meksyk            | Kompleks Showcenter       | 10 000     |
| Azja                |               |                   |                           |            |
| 20 sierpnia 2022    | Bangkok       | Tajlandia         | Thunder Dome              |            |
| 27 sierpnia 2022    | Djakarta      | Indonezja         | The Kasablanka            |            |
| 9 września 2022     | Kuala Lumpur  | Malezja           | Zepp Kuala Lumpur         |            |
| 11 września 2022    | Manila        | Filipiny          | New Frontier Theater      |            |
| 16 września 2022    | Tokio         | Japonia           | Toyosu Pit                |            |
| 17 września 2022    | Tokio         | Japonia           | Toyosu Pit                |            |
| 1 października 2022 | Singapur      | Singapur          | The Star Theatre          | 4000       |
| Łącznie             | Łącznie       | Łącznie           | Łącznie                   | —          |